# Kerékpár

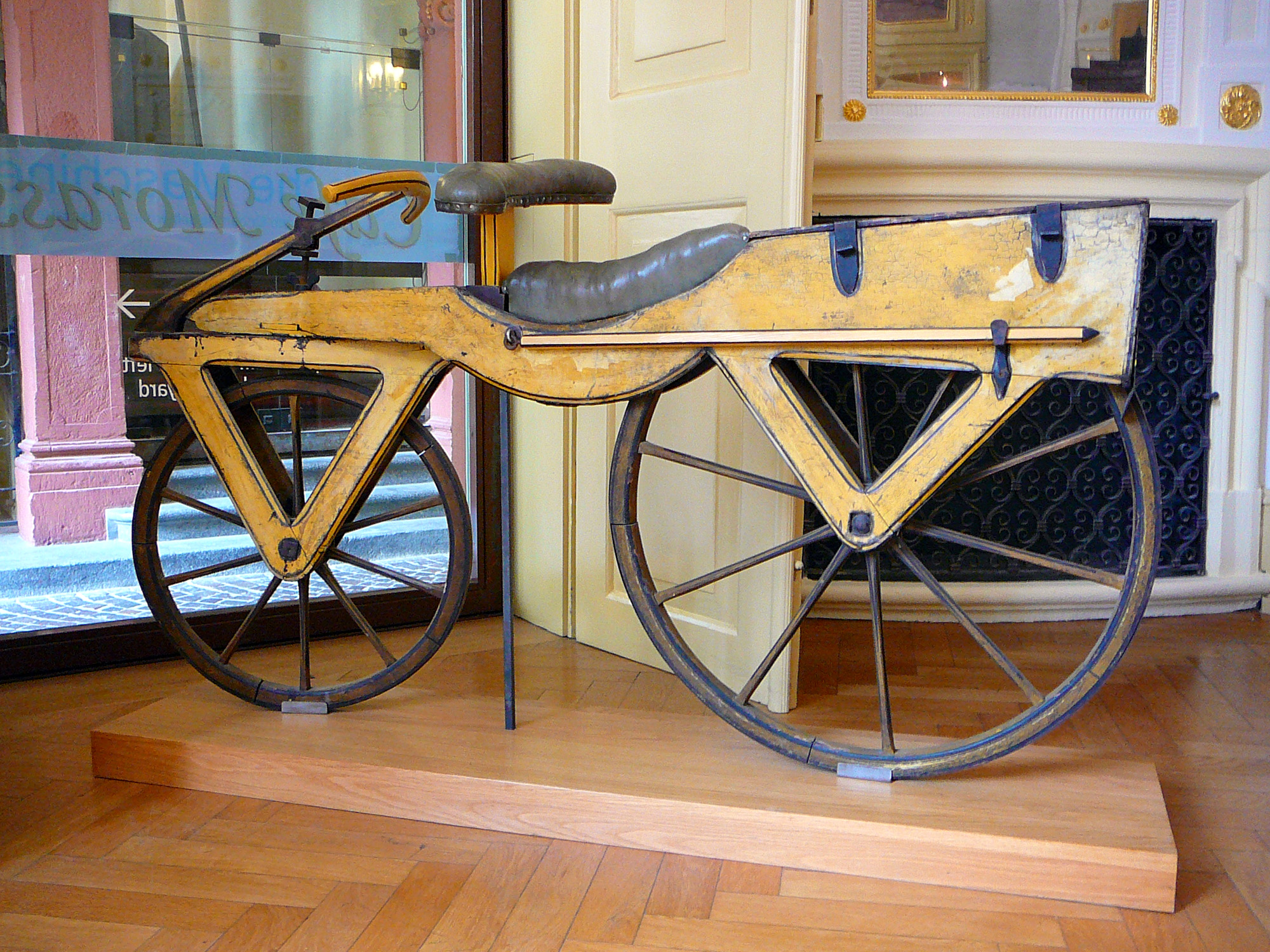
1817 júniusában mutatta be Freiherr Karl von Drais, majd augusztusban szabadalmaztatta „Laufmaschine”, azaz futógép (drezina) elnevezésű találmányát

A kerékpár evolúciója

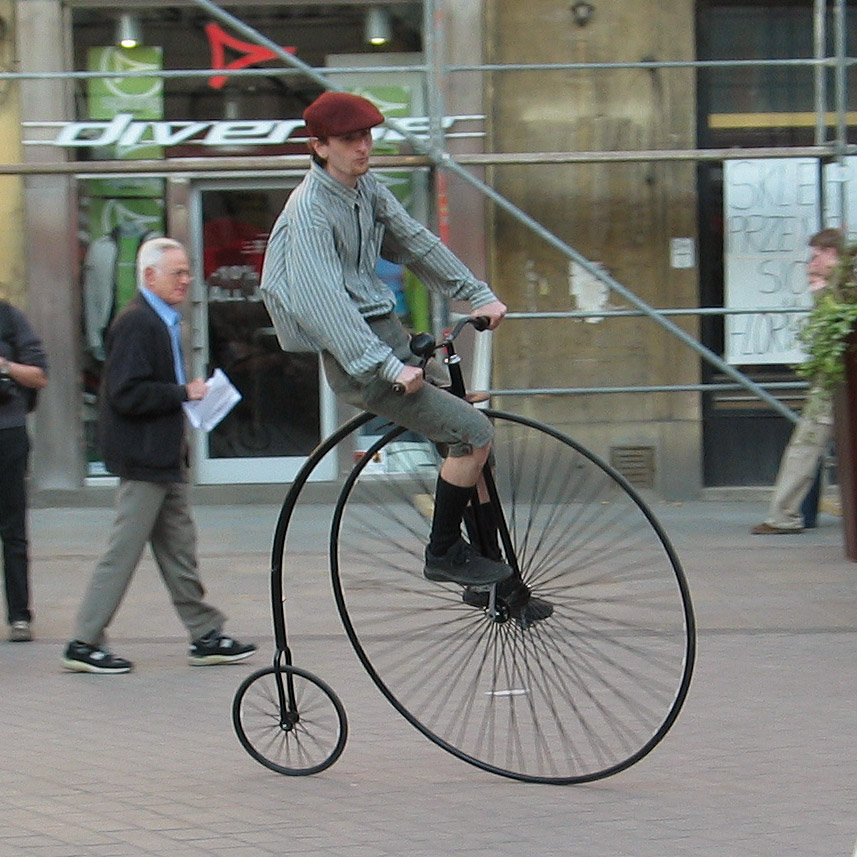
Velocipéd

Kétüléses kerékpár (1896)

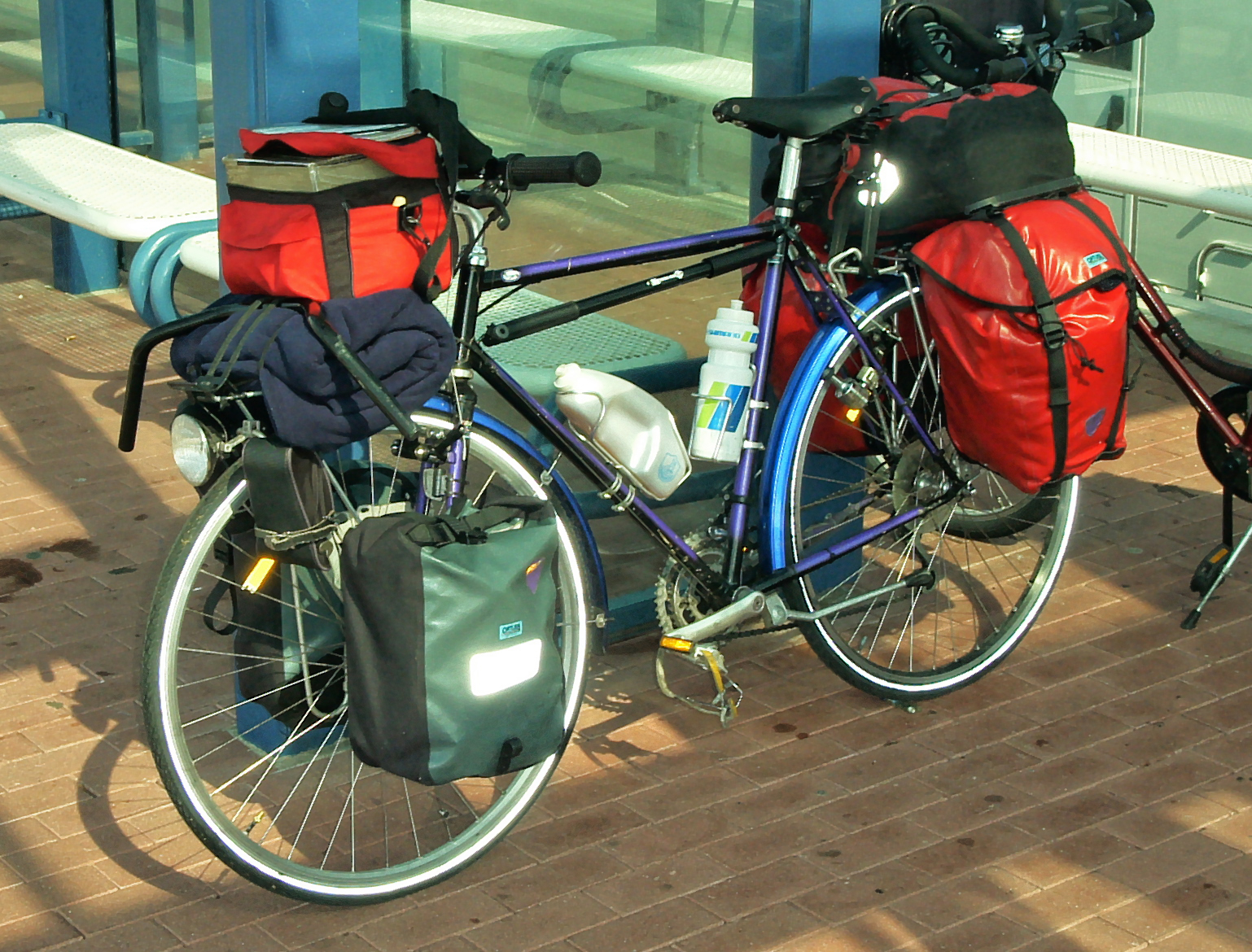
Kerékpár csomagokkal

A kerékpár részei

Női kerékpár

A kerékpár (vagy bicikli) egy emberi erővel hajtott kétkerekű jármű. 19. századi kifejlesztése után fokozatosan nyerte el a mai formáját. Egykerekű típusát monociklinek, háromkerekű változatát pedig triciklinek hívják.
Kerékpár szavunkat a világhírű magyar sportember, az első magyar úszó, első magyar sportlap alapító és első Balaton-átúszó Szekrényessy Kálmán (1846–1923) alkotta, kiben az első hazai kerékpározók egyikét is tisztelik.
A kerékpár szó gyökere a magyar kerék (gördülő kör alakú tárgy) és pár (pár, páros) szavak összetételéből ered, magyar szóalkotás eredménye. A „kerékpár” szó szinonimái: bicikli, bringa, bicaj, bicó, canga, cenga, kera, drótszamár.

## Fejlődésének fontosabb állomásai
- 1817: „vesszőparipa” – Karl von Drais,
- 1839: taposópedál – Kirkpatrick Macmillan,
- 1861: velocipéd – Pierre Michaux,
- 1885: biztonsági kerékpár, lánchajtással – John Kemp Starley,
- 1888: pneumatikus gumiabroncs – John Boyd Dunlop,
- 1970-es évek: mountain bike,
- 1990-es évek: rekumbensek, „fotelbringák”, "alnyergesek".

## A kerékpár felépítése és legfontosabb alkatrészei
Váz, kerekek, kormánycsapágy, kormányszár, kormány, középcsapágy, hajtómű, pedálok, lánc, első és hátsó fogaskoszorú. Fékek: abroncsfék, kontrafék (agyfék), felnifék (patkófék), „cantilever”-fék (az angol szóból), v-fék, u-fék, dobfék, tárcsafék, nyeregcső, nyereg, váltórendszer (első és hátsó váltók, váltókarok és a közlőművek: láncos, bowdenes és hidraulikus), első villa (merevvilla, teleszkópvilla), illetve teleszkópos hátsó villa esetén hátsó háromszög és hátsó teleszkóp, illetve a különböző csapágyrendszerek és egyéb szerelvények: lámpák, helyzetjelzők, csomagtartók, gyermekülések.

### Váz
A kerékpár típustól függően különböző anyagokból készülhet:
- acél: Manapság többnyire csak olcsó tömegkerékpárok vázanyagaként használják.
  - előnye: rugalmasabb, mint az alu (kényelmesebb), kifáradásra kevésbé hajlamos, ezáltal élettartama hosszabb.
  - hátránya: a rugalmasság miatt rosszabb a hajtáshatékonysága mint az alunak, korrózióra hajlamos, nehéz.
- alumínium: A leggyakoribb vázanyag az alumínium. Ennek sokféle ötvözetét használják a gyártók. Legelterjedtebb a 6061-es és 7005-ös alu. Az aluvázak elérhető árúak, és nagy a választék, a belépő szintűtől a versenykategóriásig rengetegféle választható.
  - előnye: merev (nem vész el a tekerési energia egy része a váz rugalmassága miatt), olcsó, könnyű, rozsdaálló
  - hátránya: kevésbé rugalmas mint az acél (ezért kényelmetlenebb lehet az aluvázas kerékpár az acélnál, mert nem nyeli el az út hibáit annyira), kifáradásra hajlamos, nem megfelelő használat esetén törik vagy reped
- titán: Ritkán használt alapanyag. Könnyű és rugalmas, viszont előállítási költsége igen magas.
- magnézium: ritka, drága, rendszerint versenycélokra használatos;
- karbon: A karbonvázak főleg a versenysportban elterjedtek. Nem örökké tartó használatra, inkább egy-két szezonra tervezték őket. Sérülékenyebb, és nehezebben javítható, mint a többi anyag. Egyre újabb és újabb technológiák jelennek meg, a legdinamikusabban fejlődő alapanyag.
  - előnye: alacsony tömeg, ahol kell rugalmassá, ahol kell merevvé tehető
  - hátránya: ár, tartósság
- Cro-mo: Króm-molibdén ötvözet. A komolyabb acélvázak többnyire Cro-Mo anyagból készülnek.
  - előnye: viszonylag korrózióálló, jól elnyeli az út felől érkező rezgéseket, aluhoz képest is elfogadható tömeggel rendelkezik, élettartama megközelítőleg örök élet meg egy nap
  - hátránya: elég magas ár, az alunál rosszabb hajtáshatékonyság
- bambusz: újabban bambuszból, az egyik legerősebb szerves anyagból is készül kerékpárváz, ugyanis sok előnyös tulajdonsága van: könnyű, viszont rendkívül erős és rugalmas. Egyelőre kevés a kínálat a bambuszvázas kerékpárokból, és rendkívül drágák: jelenleg 2700 dollár körül mozog az áruk.[5]

### Kerék
Fő részei: kerékagy, küllők, küllőanyák (niplik), felni, belsővédő szalag, gumibelső tömlő, gumiabroncs.
A felni a kerék U keresztmetszetű része, amely külső élein kialakított peremeivel rögzíti a gumiabroncsot. Anyaga lehet acél, alumínium, műanyag, kompozit anyag. Keresztmetszete szerint lehet szimpla- vagy duplafalú. Előbbi könnyebb, utóbbi erősebb, keskenyebb keresztmetszettel is elérhető jelentősen nagyobb teherbírás. A belső tömlő szelepkialakítására is figyelmet kell fordítani, ugyanis a „tűszelepes” felnibe nem építhető autószelepes belső tömlő (csak utólagos furatbővítéssel).
A felni általában acél küllőkkel kapcsolódik a kerékagyhoz. A küllők száma, fűzése, kereszt- és hosszmetszete változatos.
- A küllőszám rendszerint 3-tól 36-ig terjed.
- A küllőfűzés történhet keresztezés nélkül, egy-, két-, három- és négykeresztesen, illetve ezek valamelyikének csavart fűzése.
- A küllő keresztmetszete rendszerint kör, 2–4 milliméter átmérővel.
- A küllő hosszmetszete húzatlan (egyenes), egyszer, kétszer, vagy háromszor húzott.
- A küllővég kialakítása is eltérő lehet. A legjobban elterjedt a félgömb, vagy lencsefejű, hajlított végű küllő, amely ezzel a kialakítással kapcsolódik (akad) az agyperem megfelelő furatába. Léteznek azonban csavaros peremű agyak is,
- amelyekbe csavarmenetes szárral rögzíthető a küllőszár (ez a küllőtípus mindkét végén menetes).

Telikeréknek nevezzük, amikor a küllők helyén egyetlen zárt felület van. Ennek hosszirányú légellenállása jobb, keresztirányú légellenállása viszont drasztikusan rosszabb, illetve a tömege is nagyobb a hagyományos, küllős megoldásnál. Kompozit keréknél a küllők is a felni anyagából készülnek.
A gumibelső és a felni között található a belsővédő szalag, ami megakadályozza a tömlő küllőanya általi kiszúródását. Jól összeépített kerekek alaptartozéka, a küllők csavarmenetes végei nem lóghatnak ki a küllőanyákból.
A belső tömlők szelepkialakításai eltérőek lehetnek: tűszelepes, autószelepes. Előbbi rendszerint versenykerékpárokon található meg kisebb tömege miatt, utóbbi alkalmazása viszont a túrakerékpárok esetében praktikus. Komolyabb kerekekben nem alkalmaznak belső tömlőket (angolul tubeless), viszont ez csak speciális „belső nélküli” felni és gumiabroncs esetén alakítható ki.
A gumiabroncs felniperemhez rögzülő eleme szerint lehet drótperemes és kevlarbetétes. Utóbbi kis tömegű, könnyen szerelhető és kis méretre tekerhető. Mintázat szerint lehet mintázat nélküli sima (angolul slick), vegyes használatú félsima és bütykös. Az abroncs méreteit az oldalára írt, nemzetközi szabványban rögzített szintaktikával jelölik: például 26 × 2,75 jelölésben előbbi szám az abroncs külső átmérőjét, a második tizedestört szám pedig annak külső szélességét mutatja. A belső tömlőt célszerű a külső méreteihez igazodva alkalmazni. Az abroncs oldalán fel van tüntetve a maximális tömlőnyomás is (bar-ban és psi-ben).

### Kormány
Majdnem minden esetben kormányszárral (másik nevén stucnival) kapcsolódik az első villába. (Kivétel az alsó kormányos fekvőkerékpárok, azaz rekumbensek esetében, ahol gyakran tolórudazattal van az összekötés a kormány és a kormányzott villa között. És az újabb karbon kormányoknál ahol a stucni és a kormány egybe van építve )
A kerékpár felhasználási területeitől függően lehet:
- egyenes,
- szarvkormány,
- hajlított,
- triatlon,
- bmx (flatland, street, dirt),
- időfutam,
- pálya,
- rekumbens alsó kormány
- rekumbens open-cockpit kormány
- rekumbens felső kormány
- rekumbens chopper kormány.

### Kötelező tartozékok Magyarországon
A KRESZ szerint a közúti forgalomban való részvételhez az alábbiak szükségesek:
- Fehér fényű első lámpa (150m-ről látható)
- Vörös fényű hátsó lámpa (150m-ről látható)
- Fehér fényű, nem háromszög alakú első prizma
- Vörös fényű, nem háromszög alakú hátsó prizma
- Két borostyán színű prizma az első keréken, vagy reflexcsíkos külső gumi
- Két, egymástól független fék
- Csengő
- Fényvisszaverő ruházat (lakott területen kívül az úttesten éjszaka vagy rossz látási viszonyok között)

## A kerékpáros
Gyakorlatilag nincs hatósági megkötés arra vonatkozólag, hogy ki lehet kerékpáros, hisz akár kisgyerekek is kerékpározhatnak, persze felnőtt felügyelete mellett. Egy fontos kikötés, hogy főútvonalon a kerékpáros sem fogyaszthat alkoholt vagy pszichoaktív szert kerékpározás előtt, amit a rendőr szondával ellenőrizhet, azonban mellékútvonalon a kerékpárosnak "a jármű biztonságos vezetésére képes állapotban" kell lenni. Ezen kívül se fiziológiai (pl. magasság), se közlekedési vagy műszaki ismeretekkel kapcsolatos feltételeknek nem kell megfelelni, azaz a kerékpározáshoz nincs szükség semmilyen jogosítványra. Ez is közrejátszhat a kerékpározás egyesek szerinti kritikus megítélésében, mivel kötelező tanfolyam nélkül sok kerékpáros felkészületlenül kerül a forgalomba, ami balesetveszélyes helyzeteket teremt, míg mások a nyilvántartás – vagyis forgalmi rendszám – hiánya miatt hajlamosak szabálytalankodni. Ugyanígy nincs kötelező előírás a tartalékfelszerelésre sem, de ajánlott rendelkezni csavarkulcskészlettel, gumijavító-készlettel, és más alkatrészekkel is, bár ezek használatához is sokszor gyakorlati tudás szükséges.

## Egyéb felmerülő problémák
A másik lehetséges probléma a kötelező műszaki ismeretek hiányából származhat, mert anélkül a felmerülő műszaki hibák (defekt, láncszakadás stb.) elhárítására és a kerékpár karbantartására nem minden kerékpáros képes, hacsak valaki önszorgalomból nem képzi magát ezügyben, egyébként mások segítségére van utalva. Problémát jelent az is, hogy nincs egységes segélyszolgálat kerékpárosok számára, egyedülálló, gyakorlatlan kerékpáros sokszor csak ismerősöktől vagy helyi kerékpáros vállalkozást üzemeltetőtől kérhet segítséget, már ha van ilyen ismerőse vagy van tudomása ilyen lehetőségről – a taxivállalatok nem feltétlenül vannak felkészülve bajba jutott kerékpáros elfuvarozására. Mindezen körülmények is a kerékpározás egyéni közlekedési módját jellemzik, mindennek ellenére a kerékpározás egy egészséges és környezetkímélő közlekedési forma.

## Kerékpártípusok

Hegyikerékpár

- Hegyikerékpár

Angolul: mountain bike (kiejtése: ˈmaʊn.tɪn baɪk). A masszív felépítés, és a vastag, tipikusan 29"-es vagy 27,5 -ös (ritkán 26"-os) kerekek alkalmassá teszik a terepen való biciklizésre, de hosszú távú országúti közlekedésre ezek a kerékpárok nem optimálisak. Az egyik legelterjedtebb kerékpárfajta.
- XC vagy CC

Az angol cross country kifejezésből származó rövidítéssel az elsősorban hegyikerékpár versenyzésre szánt gépeket jelölik. Az XC kerékpároknál a kényelemmel szemben elsődleges szempont a minél kisebb tömeg, a meghajtás hatékonysága és a gyors mászást lehetővé tevő versenygeometria. Leggyakrabban első teleszkóppal használják, tipikusan 80-100 mm rugóúttal, de előfordul merevvillás és összteleszkópos kiépítésben is.
- Enduro/All Mountain

A hegyikerékpár egyik változata, amely átmenetet képez az MTB és a könnyű freeride gépek között. A durvább körülményeket és biciklizési stílust is elviselő kialakításból következően valamivel nehezebbek, mint a tipikus MTB bringák, de a technikás és gyors ereszkedés mellett egy-egy könnyebb ösvény is megmászható velük. Gyakori az összteleszkópos kivitel, jellemzően 130-150 mm rugóúttal.
- Downhill

A downhill a hegyikerékpár sport extrém ága, ahol technikás, kövekkel, ugratókkal, letörésekkel tarkított, erősen lejtős terepen kell bringázni. Ennek megfelelően a downhill biciklire az összteleszkópos gépezet, sok helyen megerősített váz, 150-240 mm-es rugóutak és duplavállas átütőtengelyes első villa (ami erősíti a stresszpontokat a fejcsőnél) a jellemző. Elöl egy lánctányér rockringgel vagy bashguardokkal, láncvezetőkkel, hidraulikus 4-6 dugattyús fékek 203-as tárcsákkal. Bár a súly kordában tartása a DH gépeknél is nagyon fontos, hiszen a DH versenyeken gyakran tizedmásodpercek döntenek, a nehéz terep miatt ezek a speciális kerékpárok akár 18-24 kg-osak is lehetnek. Komfort- vagy városi tekerésre, vagy egy meredek hegyre felmenni alkalmatlanok.
- Freeride

A freeride nagyjából ugyanazt a felépítést követi, amit a downhill gép, de alkalmas 8 méteres letörésekre, kisebb szakadékokba való droppolásra és félelmetes nagyságú big air-ek jellemzik az erőt és vakmerőséget, amit ez az ág képvisel. A freeride kerékpároknál a súly kevéssé számít, annál inkább fontosak az erős, strapabíró alkatrészek.
- Dirt jump/street

Kifejezetten trükkökre, akrobatikára tervezett szerkezet. Többségben egysebességesek a masszivitás okán. Ültetett vázzal és strapabíró alkatrészekkel, olykor elsőfék nélkül. A városi terep extrém leküzdésére szolgálnak.
- 4X/Four cross

A sportág a BMX Cross ból ered, melynek során előre, földből vagy salakból megépített, ugratókkal és döntött kanyarokkal tarkított pályán versenyeznek. A BMX Cross-tól eltérően itt nem hatan, hanem csak négyen indulnak egy futamban. Az indítás rajtgéppel történik, ami nagyjából megegyezik a Motokrosszban használatosakkal. A kerékpárok jórészt a „teleszkópos” Dirt/Street felépítést követik (merev, ültetett váz, 80-130 közötti első teleszkóp), ám itt kifejezetten Four cross-ra tervezett „terep” külső gumikat és szélesebb kormányt használnak.
- Trial

Könnyű, lecsupaszított hegyi kerékpárok, jellemzőjük, hogy a váz nagyon alacsony, általában nincs nyereg, és főleg trükkök bemutatására használják, egy sajátos sportág épül rá.
- BMX

Kis kerekű, egysebességes racsnis hajtású, trükkökre, akrobatikára kifejlesztett kerékpár. A 80-as években a gördeszkához hasonlóan ifjúsági divathullám épült rá. A név jelentése "Bicycle MotoCross", utalva a szakág születésére, amikor tizenévesek a motokrossz versenyeket, mutatványokat utánozták kerékpáron. A trial szakág ősének tekinthető.
- City

Városi kerékpár. Kis távolságok megtételére, mindennapos városi használatra alkalmas, strapabíró és olcsó gépek. Mivel gyakran szállítanak rajtuk terhet, jellemzően nehezek a sportcélra gyártott kerékpárokhoz képest. Bevásárló kerékpárnak is nevezik a sokszor gyárilag kormányra szerelt csomagtartó-kosár miatt.
- Fitnesz vagy Hibrid

Viszonylag új kategória, amihez az országúti kerékpár adta az alapot. Kialakítása azzal egyező, egyenes kormánnyal és a patkófék helyett V-fékkel. Felhasználásában ill. a használat nyújtotta élményben leginkább az országúti és a XC kerékpár közt helyezkedik el. Szintén a fitnesz kategóriába szokták sorolni az agyváltóval és agydinamóval szerelt, de súlyra és sebességre optimalizált sportos városi, illetve túrakerékpárokat is.
- Országúti (versenykerékpár)

Sportkerékpár. A legkönnyebb és leggyorsabb kerékpár. Vékony gumija, a váz és a kormány kiképzése, minimális légellenállása az országúton való gyors haladást teszik lehetővé. A "versenybicikli" szón általában ezt a típust értik, bár természetszerűleg nem csak versenyre használják, illetve más biciklitípusokkal is rendeznek versenyeket.
- Időfutam (triatlon)

Színtisztán sebességre épített, nagyon könnyű kerékpárok. Jellemzőjük a különleges időfutam kormány, amely a fekvőkerékpárt leszámítva a legaerodinamikusabb pozíciót nyújtja, ami kerékpáron elérhető – a manőverezhetőség feláldozásával.
- Single speed

Váltó nélküli (egysebességes) kerékpárt jelent.
- Fixi

Az örökhajtós kerékpárok (fixik, pályakerékpárok) fő jellemzője, hogy nincs a hátsó tengelyükön szabadonfutó mechanika, más néven racsni, így ha a hátsó kerék forog, a pedálok is a megfelelő irányba forognak vele együtt, ebből adódik, hogy nem lehet vele úgy gurulni, hogy a pedálon pihennek a lábak, cserében éppúgy tekerhetőek előre, mint hátra.
- Pálya

Felépítésében egy országútihoz hasonló kerékpár, amit a végletekig pályára optimalizáltak. A pályakerékpár hajtását tekintve fixi és nincs fékje (a fixi kialakítás miatt a pedálokon keresztül némileg lassítható a hátsó kerekén). A KRESZ alapján két, egymástól független fék hiányában közúti forgalomra alkalmatlan.
- Trekking

Túrakerékpár. A terep és az utcai gépek között helyezkedik el. 28"-os kerékátmérője az aszfalton vagy közepes nehézségű terepen (erdei ösvény, földút) állja meg a helyét. Kényelmes és könnyű, így hosszú távú kirándulásokra igen alkalmas. Rendszerint csomagtartóval, sárvédővel szerelik gyárilag.
- Cross

A trekking lecsupaszított változata. Minden nélkülözhető alkatrész lekerült róla, például sárvédő, csomagtartó. Így inkább hasonlít egy hegyikerékpárra, de megőrizte a 28-as kerekeit, ami miatt ez előbbinél jobban használható országúton is.
- Cyclo-cross

A ciklokrossz vagy terepkerékpár szakág az országúti kerékpározásból nőtt ki. Leginkább országútihoz hasonló, merev vázas, könnyű kerékpárok jellemzik koskormánnyal, de az országútinál vastagabb gumikkal és canti- vagy tárcsafékekkel vannak felszerelve. A MTB szakágnál könnyebb, de akadályokkal sűrűn megszakított terepen kerékpároznak, a versenyzők bizonyos szakaszokat (pl. lépcsők, palánkok) futva, a kerékpárt vállon cipelve kell megtegyenek. A szakág versenyeit általában ősszel és télen rendezik.
- Cruiser

Amerikában a 70-es évek környékén született ez a kerékpártípus "beach cruiser", azaz "strandcirkáló" néven, ezzel utalva a tipikus felhasználási területre, eleinte olcsó tömegbicikliként. A kialakítás a cruiser motorbicikliket utánozza a kormány és a váz formájában. A cruiser hívei életérzésnek tartják a stílust, a chopper motorokhoz hasonlóan itt is sokkal nagyobb hangsúly kerül a megjelenésre, mint a teljesítményre.
- Low Rider

Ha a cruiser stílust egy lépéssel továbbvisszük, megkapjuk a low rider bicikliket. A low rider autókhoz hasonlóan egészen szürreális díszítések, különleges megoldások jellemzik.
- Rekumbens

Más néven fotel-, vagy fekvőbicikli. A kerékpáros – vagy akár "sofőrt" is mondhatnánk – a fotelszerű ülésben ül vagy fekszik, a hétköznapi autóséhoz vagy a forma 1-es pilótákéhoz hasonló testhelyzetben. A pedál a kerékpár orrában, a legideálisabb erőkifejtést biztosító pozícióban helyezkedik el. Két legfontosabb előnyük, a kényelem és a sebesség. Használatuk során még hosszabb távok megtétele esetén sem fájdul meg rajtuk a fenék, a derék (illetve a hát), a nyak, a csukló, a tenyér, mivel a test súlya nagy felületen eloszlik a háton, illetve a gerinc is csak jelentősen kisebb mértékben terhelődik. Mivel a testhelyzet rendkívül jó aerodinamikát is nyújt, ezért gyorsabbak. A kerékpáros sebességrekordokat a fekvőkerékpárok tartják. A kerékpáros versenysportban nem engedélyezett a használatuk, de léteznek külön, rekumbensek számára rendezett versenyek. Rendkívül változatos kialakításúak. Például lehetnek két, három vagy akár négy kerekűek. A hajtás lehet a (szokás szerinti) hátsó keréken, de lehet az elsőn is, sőt létezik összkerék-meghajtású kivitel is. Ha a hajtómű az első kerék előtt van, akkor rövid tengelytávú fekvőkerékpárról beszélünk, ha pedig az első kerék mögött, akkor hosszú tengelytávú (chopperes) fekvőkerékpárról. A kormányzás lehet a szokásoshoz hasonló felső kormánnyal, de lehet úgynevezett alsó kormány segítségével is akár közvetlenül, akár közvetetten. Többnyire első kerék kormányzásúak, de vannak hátsó kereket kormányzott konstrukciók is. Felhasználás szempontjából létezik versenyzésre optimalizált kivitel, városi közlekedésre való magas építésű, vagy éppen túrázásra való robusztusabb felépítésű. A vázuk lehet merev, de lehet hátsó vagy mindegyik keréknél lengéscsillapított. A három kerekűek (melyeket trike-nak neveznek) két fő csoportba sorolhatóak, úgymint amikor elöl van két kerék (tadpole rekumbens), illetve amikor hátul van két kerék (delta rekumbens). Mindezek mellett léteznek még tandem, azaz több személyes kivitelek is, melyeknél mindegyik bringás fekvőkerékpáros helyzetben teker, sőt afféle hibrid is, melynek hátsó része hagyományos kerékpárt idéz, ahol a hagyományosan ülő kerékpáros kormányoz, míg előtte fekve utazik és pedálozik az utas. Nemritkán a hátsó szólókerék nagyobb az első(k)nél. Ez amúgy a kétkerekű rekumbenseknél is gyakori, mert a fekvő elhelyezkedés miatt a kisebb első kerék esetén alacsonyabban lehet a hajtómű, ami főleg városi használatban hasznos, amikor gyakran kell elindulni-megállni. Alacsony építésük miatt a jobb láthatóságért gyakran kis, feltűnő színű zászlóval rendelkeznek. További jellemzőjük, hogy a kisebb sorozatban történő gyártásuk miatt drágábbak a hagyományos kerékpároknál.
- Összecsukható kerékpár

Összecsukható kerékpár vagy idegen szóval folding bike, a kerékpárok olyan változata melynek váza szerszám használata nélkül is könnyen félbe hajtható, valamint a kormány is pár mozdulattal lehajtható. Ennek a kialakításának köszönhetően a kategória legnagyobb előnye, hogy könnyen szállítható, akár autó csomagtartójában, vagy tömegközlekedési eszközökön is, valamint jóval kisebb helyen tárolható mint a hagyományos társai. Ennek a kerékpár kategóriának talán a legismertebb tagja Magyarországon a Csepel Márkanév alatt, a Weiss Manfréd Acél és Fémműveiben gyártott Csepel Kemping kerékpár volt, népszerűségét mi sem bizonyítja jobban, mint az az adat, hogy az 1960-as évektől 2000-ig közel egy millió darabot adtak el belőle!
A kategória gyártását a korábbi népszerűségének ellenére megszüntették és idővel kikoptak a mindennapi használatból, de szerencsére az utóbbi időben egyes kerékpárgyártók, ismét felismerték ennek a kategóriának az óriási előnyeit és újragondolva ismét gyártani kezdték, méghozzá professzionális minőségben.
- Stringbike

A Stringbike kerékpár egy új magyar szabadalom, lánc nélküli kerékpár. A technológiának köszönhetően könnyű és puha hajtási élményt kapunk, ami a forradalmian új szimmetrikus hajtási rendszernek köszönhető. Itt a tiszta gördülő mozgás következtében nagyon jó hatásfokkal hajthatunk, és ez a kedvező hatásfok a láncos megoldásokkal ellentétben minden sebességfokozatban és hosszabb használat után is változatlanul megmarad.
- Velomobil

A velomobil egy (majdnem) teljesen burkolt kerékpár, általában háromkerekű, bár léteznek már 4 kerekes változatok is. A burkolatnak köszönhetően nagyon jó aerodinamika paraméterekkel rendelkeznek. 1980-2010 között szinte kizárólag egyedi gyártású példányok valósultak meg. 2010 után léteznek sorozatgyártású termékek is, ez évi néhány száz darabot jelent.

### Mountain bike
- Körmendi Ádám: Mountain bike. Amit a hegyi-kerékpározásról tudni kell. Felépítés, kezelés, javítás, fontos tudnivalók; ill. Olgyay Gézáné rajz; Sport, Budapest, 1991
- Karlovitz Kristóf: Hegyigép. A mountain bike könyv; fotó Honéczy Barnabás; Tudex, Budapest, 1993
- Janet Cook: Mountain bike. Hegyikerékpáros trükkök; ford. Kaposi Tamás, ill. Kim Raymond, Kuo Kang Chen, fotó Mike Powell, Otto Greule, W. L. Gillingham; Holikon, Budapest, 1994
- Robert van der Plas: Nagy mountain bike könyv. Kiválasztás, technika, használat; ford. Nádudvari Zoltánné, fotó R. Allen; Frigoria, Budapest, 1995
- Baki Ádám: Mountain bike rider. Hegyikerékpározásról mindenkinek; Scolar, Budapest, 2004
- Urs Gerig–Thomas Frischknecht: Hegyikerékpározás; ford. Gyurica Ildikó, Voleszák Gábor; Cser, Budapest, 2010 (Fitten & egészségesen)